# Fannie Hardy Eckstorm

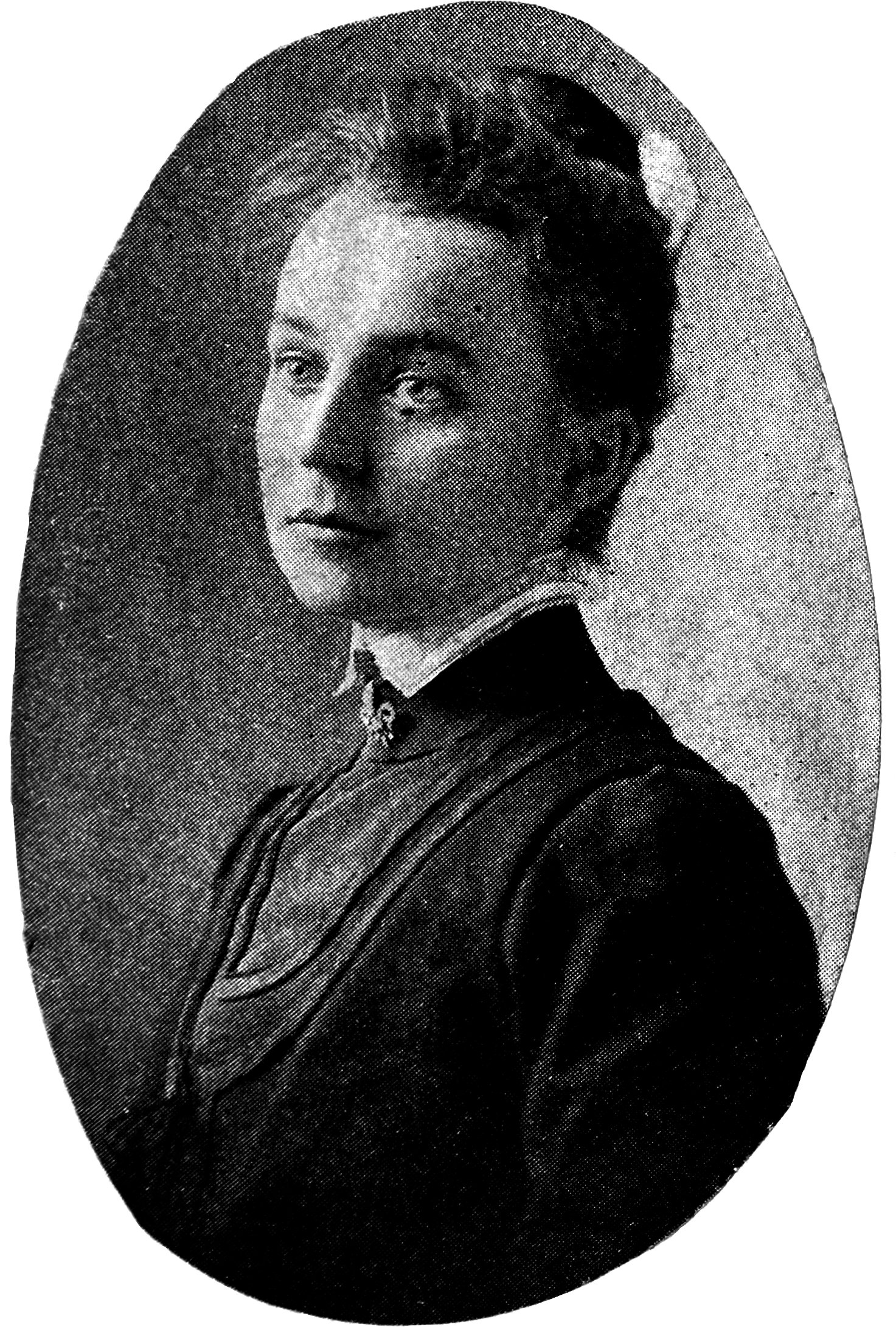
Fannie Pearson Hardy Eckstorm, 1904

Fannie Pearson Hardy Eckstorm (* 18. Juni 1865 in Brewer, Maine; † 31. Dezember 1946 ebenda) war eine US-amerikanische Schriftstellerin, Ornithologin und Volkskundlerin. Ihr umfangreiches persönliches Wissen über ihren Heimatstaat Maine machte sie einer der führenden Autoritäten für die Geschichte, Tierwelt, Kultur und Bräuche der Region.

## Leben
Eckstorm wurde als Fannie Pearson Hardy in Brewer, Maine, geboren. Ihr Vater, Manly Hardy, war ein Pelzhändler, Naturforscher und Tierpräparator. Ihr Großonkel war der Maler Jeremiah Pearson Hardy. Sie besuchte die Bangor High School und wurde dann im Winter 1883 auf die Abbot Academy, eine College-Vorbereitungsschule in Andover, Massachusetts, geschickt. 1888 schloss sie ein Studium am Smith College ab. Während der Studienzeitgründete sie die College-Gruppe der National Audubon Society.
Im Jahr 1893 heiratete Eckstorm Reverend Jacob A. Eckstorm aus Chicago, und im selben Jahr zogen sie nach Eastport, Maine. Das Paar bekam zwei Kinder und zog später nach Providence, Rhode Island, wo Jacob Eckstorm 1899 starb. Nach dem Tod ihres Mannes zog Eckstorm mit ihren Kindern zurück nach Brewer.
Von 1889 bis 1891 war Eckstorm Superintendent der Schulen in Brewer und damit die erste Frau, die dieses Amt in Maine bekleidete. 1891 schrieb sie für die Zeitschrift Forest and Stream eine Reihe von Artikeln, in denen sie die Jagdgesetze von Maine untersuchte. In ihren Tagebuchaufzeichnungen beschreibt sie die Zeit, in der sie mit ihrem Vater die Seen am Anfang des Machias River im Washington County erkundete.
Um die Wende zum 20. Jahrhundert begann Eckstroms Karriere als Schriftstellerin. Sie schrieb für Zeitschriften wie Bird-Lore, den Vorgänger des Audubon, und The Auk, bevor sie ihre ersten beiden Bücher, The Bird Book und The Woodpeckers, veröffentlichte. Ihr nächstes Buch, The Penobscot Man, das 1904 erschien, feiert die Holzfäller und Flussfahrer, die ihre Kindheit bevölkerten, und ihr 1907 erschienenes Buch David Libbey: Penobscot Woodsman and River Driver zeichnet ein detailliertes Bild eines dieser Männer.
Im folgenden Jahr gründete Eckstorm die öffentliche Bibliothek von Brewer und veröffentlichte weiterhin Artikel und Kritiken, insbesondere eine Rezension von Henry David Thoreaus Maine Woods. Sie trug auch zu Louis C. Hatchs Maine A History (1919) bei, veröffentlichte zusammen mit Mary Winslow Smyth Minstrelsy of Maine (1927) und arbeitete mit Smyth und Phillips Barry an British Ballads from Maine (1929). Eckstorm schrieb auch viel über die Sprache und Kultur der amerikanischen Ureinwohner von Maine.
Eckstorm starb am 31. Dezember 1946 in Brewer und wurde auf dem dortigen Oak Hill Cemetery begraben.

## Werke (Auswahl)
- The Penobscot Man. Books for Libraries Press, Freeport, NY 1904, ISBN 0-8369-3624-8.
- David Libbey: Penobscot Woodsman and River Driver (= True American types. Band IV). American Unitarian Association, Boston, MA 1907, OCLC 4845207.
- mit Mary Winslow Smyth: Minstrelsy of Maine: Folk-songs and Ballads of the Woods and the Coast. Houghton Mifflin, Boston, MA 1927, OCLC 2949695.
- mit Phillips Barry und Mary Winslow Smyth: British Ballads from Maine. Yale University Press, New Haven, CT 1929, OCLC 163370217.
- Indian Place-Names of the Penobscot Valley and the Maine Coast (= University of Maine Studies, 2. Reihe. Band 55). 1941, OCLC 9966193.
- Old John Neptune and Other Maine Indian Shamans. Southworth-Anthoensen Press, Portland, ME 1945, OCLC 887635.